# Syllitus sumbae
Syllitus sumbae är en skalbaggsart som beskrevs av Franz 1972. Syllitus sumbae ingår i släktet Syllitus och familjen långhorningar. Inga underarter finns listade i Catalogue of Life.